# Colle Intersile
Il colle Intersile (2.516 m s.l.m.) è un valico delle Alpi Cozie.

## Descrizione

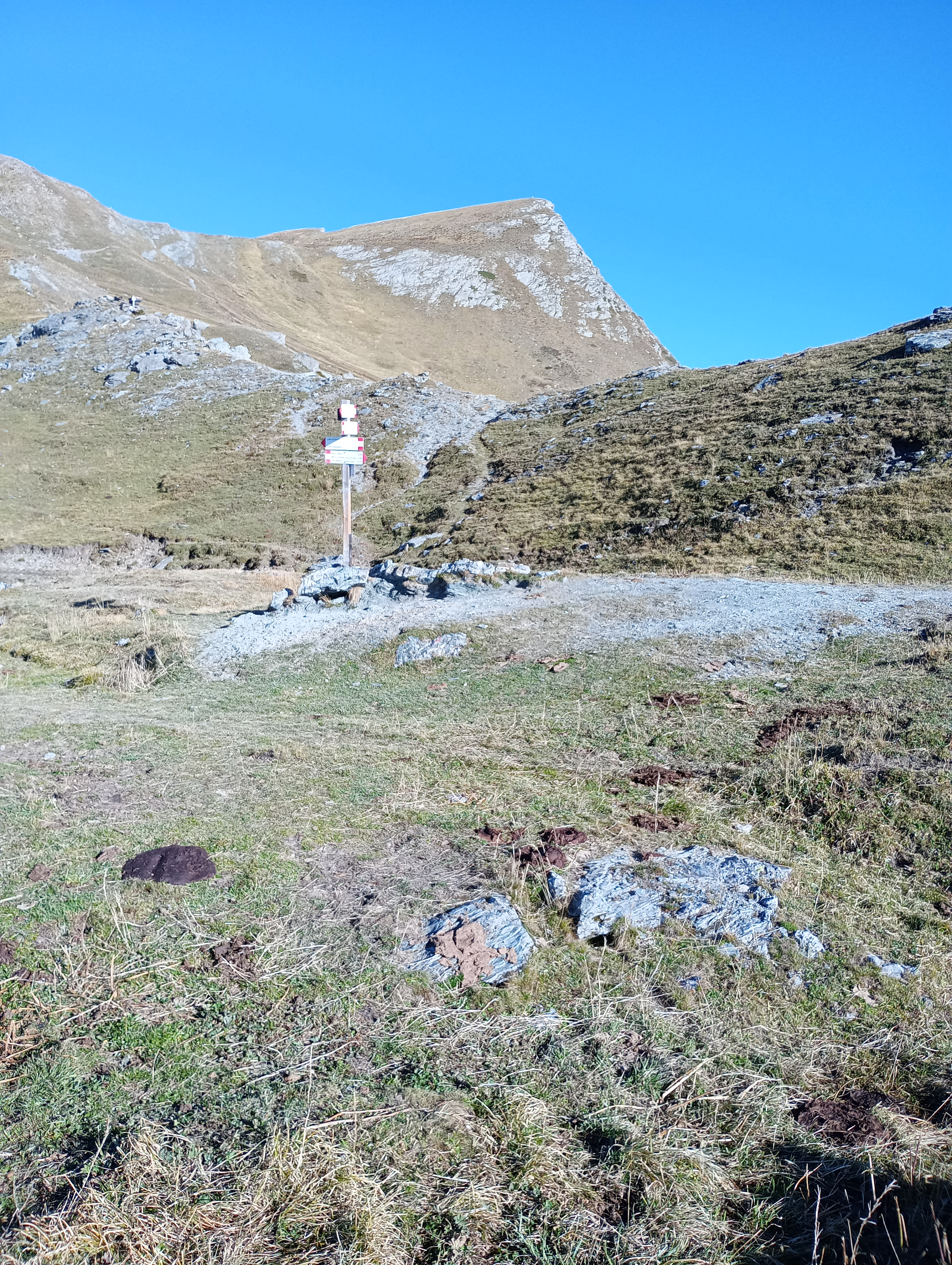
La Punta Tempesta vista dal colle

Il colle si trova tra il monte Tibert (a est) e la Punta Tempesta (a nord-ovest). Il versante meridionale del valico è compreso nella Val Grana, mentre quello settentrionale ricade in Val Maira. Amministrativamente è al confine tra i comuni di Castelmagno (a sud) e di Marmora, entrambi in provincia di Cuneo. Nei pressi del punto di valico si trova un laghetto, spesso frequentato dal bestiame che pascola numeroso nella zona.

## Geologia

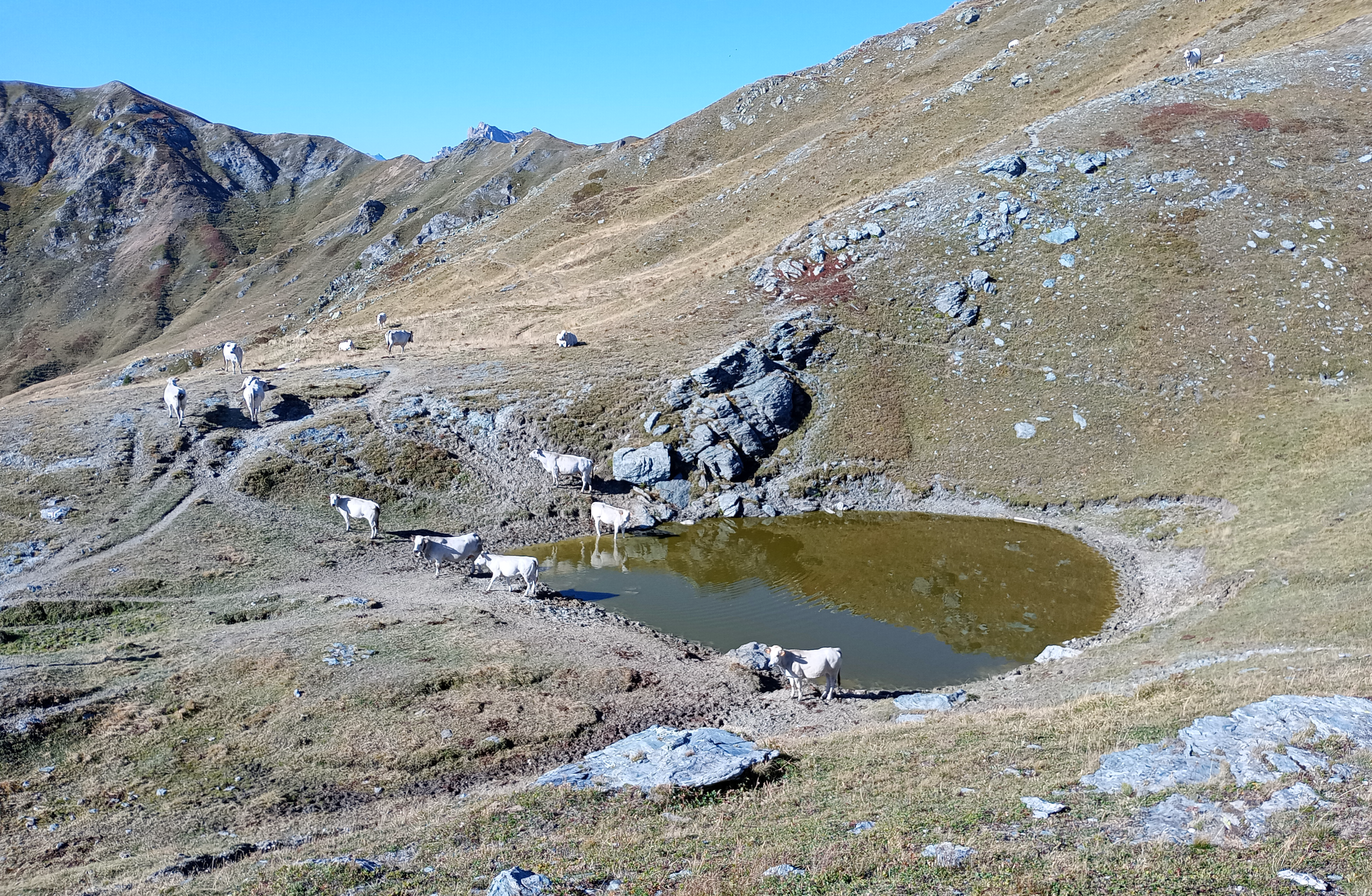
Il laghetto nei pressi del punto di valico

La zona del colle è caratterizzata da scisti risalenti al Permiano e da ofioliti. I geologi hanno inoltre rilevato la presenza di radiolariti.

## Accesso
Il colle è raggiungibile per sentiero o dalla Val Grana (e in particolare dal Santuario di San Magno) o dalla val Maira, con partenza dalla parrocchia di Marmora. Dal colle proseguendo sul crinale Maira/Grana verso est è possibile raggiungere in breve il Monte Tibert.